# ソフィアホールディングス
株式会社ソフィアホールディングスは、デザインオートメーション事業、システムインテグレーター事業、モバイル関連事業を行う純粋持株会社。

## 沿革
- 1975年8月 - 株式会社ソフィアシステムズを設立。
- 1981年10月 - 本社を東京都八王子市に移転。
- 1988年12月 - 株式を店頭公開（後のジャスダック）。
- 1998年6月 - 本社を神奈川県川崎市麻生区のかわさきマイコンシティに移転。
- 2004年12月 - ソフィア総合研究所株式会社を設立。
- 2007年2月 - ソフィアモバイル株式会社を設立。
- 2007年4月 - 純粋持株会社移行により、株式会社ソフィアホールディングスに社名変更。デザインオートメーション事業部門を株式会社ソフィアシステムズ（新会社）に継承。本社を東京都中野区に移転。
- 2009年4月 - 株式会社ソフィアシステムズを株式会社ソーワコーポレーションへ譲渡
- 2009年8月 - 本社を東京都新宿区新宿3丁目に移転。
- 2011年10月 - 株式の所属業種を電気機器から情報・通信業に変更。
- 2012年7月 - 本社を東京都新宿区新宿6丁目に移転。
- 2012年11月 - 直接子会社だったソフィアモバイル株式会社・ソフィアデジタル株式会社を、ソフィア総合研究所株式会社の子会社に変更。
- 2013年4月 - ソフィアモバイル株式会社が特別清算手続きを申し立て。
- 2015年8月 - 本社を東京都新宿区下宮比町2丁目に移転。
- 2016年2月 - ソフィア総合研究所株式会社の子会社であったソフィアデジタル株式会社及び株式会社サイバービジョンホスティングを直接子会社に変更。
- 2017年10月 - 株式交換により株式会社ジーンクエストの親会社を株式会社ユーグレナへ異動。
- 2017年12月 - 株式会社E-BONDホールディングスのシステム子会社が、株式公開買付けにより議決権所有割合66.38%の株式を取得し、同社とその親会社である株式会社E-BONDホールディングスがともに親会社となる。先端技術研究投資事業組合は親会社でなくなる。
- 2018年3月 - 事業子会社再編により子会社2社を株式会社ソフィアメディカルとルナ調剤株式会社へ商号変更。
- 2018年6月 - 代表取締役が異動、林哲也が新たに就任。
- 2020年6月 - 代表取締役が異動、飯塚秀毅が新たに就任。
- 2020年12月 - 本社を神奈川県横浜市港北区に移転。

## 関連会社
- ソフィア総合研究所株式会社
- 株式会社アクア
- ソフィアデジタル株式会社
- ルナ調剤株式会社